# Bataille de Saint-Denis (Québec)
Pour les articles homonymes, voir Bataille de Saint-Denis.
Rébellion des Patriotes
Batailles
Saint-Denis – Saint-Charles – Saint-Eustache – Beauharnois – Baker's farm – Lacolle – Odelltown
La bataille de Saint-Denis est un affrontement armé entre les troupes britanniques du lieutenant-colonel Charles Stephen Gore, qui soutiennent les huissiers du gouvernement colonial venus arrêter les chefs politiques du parti opposé au gouvernement (le Parti patriote, majoritaire) et un regroupement d'hommes qui se porte à la défense de ces mêmes chefs. L'affrontement se produit le 23 novembre 1837 au cœur du village de Saint-Denis dans la vallée du Richelieu, au Bas-Canada, aujourd'hui le Québec (Canada). Il se conclut par une victoire du groupe d'hommes armés qui défend les chefs du Parti patriote. L'épisode se déroule dans le cadre de rébellions de 1837 et 1838 du Haut et du Bas-Canada.

## Avant la bataille

### Organisation de la résistance
À l'instar de plusieurs chefs du Parti patriote, le docteur Wolfred Nelson, de Saint-Denis, est informé d'avance que le gouvernement du Bas-Canada de Lord Gosford vient l'arrêter pour haute trahison. Il décide de résister à l'autorité du gouvernement lorsque de nombreux compatriotes des environs se portent volontaires pour le protéger. Convaincu qu'il n'est coupable d'aucune trahison et se sentant soutenu par de nombreux partisans, il invite les quelques députés et partisans politiques qui ont réussi à échapper à leur arrestation dans la région de Montréal à venir le rejoindre. Plusieurs hommes politiques viendront en effet chercher refuge chez le docteur dont Papineau, O'Callaghan, Desrivières, Bonaventure Viger, Perrault, Cartier, Fabre, Brown, etc.
Les capitaines de milice des paroisses de la région que le gouvernement a destitués au cours de l'été (J.-B Maillet, François Mignault, Charles Olivier, François Jalbert, Jean-Baptiste Lussier) et que les miliciens ont réélus par la suite sont bien impuissants face à l'armée britannique régulière. Ils ont de nombreux hommes à leur disposition mais ils n'ont pas assez d'armes et pas d'argent pour s'en procurer. Certains miliciens se battront avec des fusils qui datent de l'époque coloniale française, d'autres avec des fourches et des bâtons. Le 14 novembre, François-Xavier Demers, le curé de Saint-Denis, refuse de prêter l'argent du coffre de la fabrique paroissiale (~6000 livres) à un groupe de 300 habitants qui veut acheter des armes pour défendre les chefs du Parti patriote. Un groupe d'hommes s'en empare cependant durant la nuit du 20 novembre et l'apporte à Nelson qui refuse de s'en servir et le cache dans sa maison.

### Organisation de l'attaque
Lorsque John Colborne, nouvellement nommé commandant en chef des forces armées britanniques dans les Canadas, apprend qu'un groupe armé a libéré Demaray et Davignon le 17 novembre, il réagit en ordonnant au colonel George Whetherall de faire marcher une importante force jusqu'à Fort Chambly et de mater toute résistance rencontrée en chemin.
Quelques semaines auparavant, le 9 octobre, en prévision d'une campagne d'hiver, George Whetherall avait reçu l'ordre de se rendre sur la rive Sud « pour examiner les routes et les moyens de communication en direction de Chambly et, de là, jusqu'à Saint-Charles et Saint-Denis et dans la campagne environnante. »
Le 21 novembre, le lieutenant Sir Charles Gore, quartier-maître général, prépare l'expédition qu'il doit mener pour aider les huissiers du gouvernement (le shérif adjoint Édouard-Louis-Antoine Juchereau-Duchesnay et le magistrat Pierre-Édouard Leclère) à appréhender les principaux chefs du Parti patriote qui se trouvent, selon leurs informations, à Saint-Charles. Les préparatifs sont déjà en cours depuis un bon moment lorsque, le 22 novembre, le procureur général Ogden réclame formellement l'aide de l'armée pour procéder à l'arrestation des adversaires politiques de l'administration de Gosford. La demande est signée des magistrats Turton Penn et Augustin Cuvillier. Le gouverneur Gosford est informé de la manœuvre militaire qui s'opère le jour même.
Pour mater toute résistance à l'exécution des mandats d'arrêt émis le 16 novembre, Gore dispose des deux compagnies de flanc du 24e régiment, d'une compagnie d'infanterie légère du 32e régiment commandée par le lieutenant-colonel Charles H. Hughes, d'un détachement de la Royal Artillery muni d'un canon de campagne commandé par le capitaine Frederick Markham et de 12 cavaliers de la Montreal Volunteer Calvary commandés par le cornette Campbell Sweeney. Les instructions de Gore sont de s'emparer de Saint-Denis et de poursuivre sa route vers le Sud pour rejoindre Wetherall, en vue d'une attaque conjointe de Saint-Charles, qu'on croit être la place-forte des insurgés. (De son côté, Wetherall a reçu l'ordre, le 22 novembre à 20 h, de quitter Chambly au plus tôt et de faire marcher ses 350 hommes en direction de Saint-Charles, sans halte, de façon à surprendre le village tôt le matin.)
À 15 h le 22 novembre, Gore et ses troupes montent à bord du bateau à vapeur St. George en direction de Sorel, ville située à l'embouchure de la rivière Richelieu. Vers 18 h, ils débarquent à Sorel, où les attendent deux compagnies du 66e régiment répondant aux ordres du capitaine Crompton.
À 22 h, les troupes quittent Sorel en direction de Saint-Denis. Les hommes marchent toute la nuit pour arriver à Saint-Denis, 25 km au sud de Sorel, tôt le lendemain matin, et surprendre le village avant l'heure du réveil. Pour contourner le village de Saint-Ours, qu'on dit en armes, Gore fait faire un détour de cinq milles à ses soldats, qui marchent plus de 11 heures sous des conditions de vents violents, de pluie et de neige fondante.

### Un porteur d'ordres au mauvais endroit
Vers 3 h le 22 novembre, le lieutenant George Weir arrive à Saint-Denis à bord d'une calèche louée à Sorel. Parti de Montréal, cet officier du 32e régiment porte des ordres pour le commandant de la brigade qui marche alors vers Saint-Denis. Weir s'attendait à rejoindre les troupes britanniques à Saint-Denis, mais il arrive en fait plusieurs heures avant leur arrivée. La calèche qui le conduit est immédiatement interceptée par des hommes de Nelson à son entrée dans le village. Weir est amené chez Nelson. Son interrogation ne fait que confirmer ce qu'on sait déjà sur la venue des troupes régulières de Sa Majesté. Puisqu'il n'y a pas de prison à Saint-Denis, Nelson écrit à Brown pour l'informer qu'on vient de capturer un officier et qu'il a l'intention de le faire escorter jusqu'à la prison de Saint-Charles.

## Déroulement de la bataille

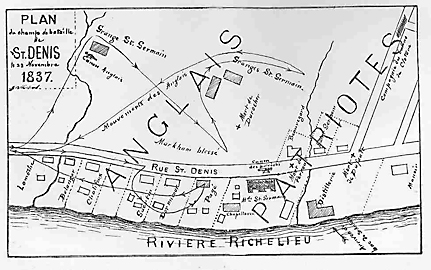
Les défenseurs Patriotes réfugiés dans la maison Saint-Germain.

### Arrivée des troupes de Gore
La brigade commandée par Charles Stephen Gore arrive aux abords du village de Saint-Denis vers 9 h le matin du 23 novembre. L'effet de surprise qu'il désirait produire n'a pas lieu, car Nelson et ses hommes sont avertis de sa venue depuis Sorel et se préparent à l'arrivée des troupes depuis plusieurs heures. Autre chose importante qui ne se passe pas comme le prévoyait Colborne : Wetherall, contrairement à l'ordre qu'il a reçu, fait halte à Saint-Hilaire le matin du 23 novembre à 10 h. Ce jour-là, non seulement Gore attaque-t-il Saint-Denis au lieu de Saint-Charles, mais il attaque seul.

Avant la bataille, Nelson dit aux hommes qui s'étaient portés à sa défense :

« Mes amis, je ne veux forcer personne à rester avec moi, mais j'espère que ceux qui resteront feront leur devoir bravement. Je n'ai rien à me reprocher dans ma conduite politique et je suis prêt à faire face à toutes les accusations qui seront légalement et justement portées contre moi et si on me somme de me remettre entre les mains des autorités, conformément à la loi et aux usages, je me rendrai, mais je ne permettrai pas qu'on m'arrête comme un malfaiteur, qu'on me traite comme on vient de traiter Demaray et Davignon. »

La sommation que Nelson attend des autorités ne vient pas. Deux habitants capturés par l'avant-garde britannique apprennent à Gore que des hommes armés se sont barricadés dans la maison de madame Saint-Germain, sur le chemin royal. Croyant qu'aucune résistance sérieuse ne peut venir d'un groupe de paysans sans ressource, Gore donne l'ordre d'attaquer. Sa stratégie consiste à envoyer la totalité de ses troupes en trois détachements. Le plus gros détachement marche sur le chemin royal avec le canon en vue d'assiéger de front la maison de madame Saint-Germain. Un deuxième détachement s'avance le long de la rivière et l'autre marche jusqu'à un bois à l'est du village.

### Renforts des comtés voisins
Vers 14 h, après cinq heures de combat, Nelson dépêche le jeune George-Étienne Cartier à Saint-Antoine, de l'autre côté de la rivière Richelieu, pour aller chercher des munitions. Ce dernier revient quelque temps plus tard avec des munitions et surtout un renfort d'hommes de Saint-Antoine, Contrecœur, Saint-Ours, Saint-Roch et Verchères. Le combat se poursuit pendant encore deux heures, jusqu'à l'épuisement des munitions du côté britannique. Gore se voit contraint de replier jusqu'à Sorel, dans le désordre, y laissant même son canon sur place.

### Bilan des pertes
Dans une lettre à Amédée Papineau daté du 7 juin 1839, Wolfred Nelson mentionne qu'en partant de Sorel, les britanniques avaient 500 soldats et qu'à leur retour après la bataille ils n'étaient plus que 318. Parmi ceux restés en arrière, il y avait de nombreux blessés et un nombre « considérable » de morts. Des soldats auraient dépouillés les cadavres de leurs frères d'armes pour ensuite jeter les corps à l'eau. Il affirme que son camp a perdu 11 hommes, sept dans la maison fortifiée, deux dans la poursuite et deux autres des suites de leurs blessures.
Selon l'historienne Elinor Kyte Senior, la bataille fait six morts, 10 blessés et six disparus du côté des troupes de Gore et 12 morts et sept blessés du côté de Nelson. Gérard Filteau fait état de 11 morts et sept blessés chez les insurgés et au moins 30 morts, un plus grand nombre encore de blessés et 10 prisonniers du côté de l'armée britannique.

## La mort de Weir
Peu avant le commencement de la bataille à 9 h, J.-B Maillet, François-Toussaint Mignault et Pierre Guertin reçoivent l'ordre de transporter Weir à la prison que Brown a improvisé à Saint-Charles. En route depuis peu à bord d'une simple charette, Mignault, qui conduit à l'avant remarque que les mains du prisonnier, qui sont liées par une corde, sont en train de bleuir à cause du froid et il lui prête ses gants. Maillet dénoue également une des courroies qui entoure le prisonnier. Migault suggère que trois hommes ne sont pas nécessaire pour escorter un prisonnier et ils s'entendent pour laisser Pierre Guertin descendre. Ils ne sont pas encore sortis de Saint-Denis lorsque retentit le premier coup de canon britannique. C'est à ce moment que Weir saute hors de la charrette sans se rendre compte qu'il a une courroie attachée au dos. Conséquemment, il tombe au sol sur les genoux alors que la charrette avance toujours. Maillet, qui tient toujours la courroie de Weir à la main, saute hors de la charrette et sort son sabre pour le frapper. Il lui donne quelques coups de son arme avant qu'elle ne se brise. Weir en profite alors pour se sauver en courant en direction des coups de canon dans l'espoir de repasser dans son camp. Aux cris de Maillet qui appelle à l'aide, de nombreux villageois accourent et Weir se trouve rapidement encerclé. Un certain Joseph Pratte a déjà mortellement frappé le prisonnier avec un sabre de dragon lorsque Mignault arrive sur les lieux. Des personnes lui crient de l'achever vu l'état de souffrance où il se trouve, mais Mignault refuse. Le capitaine François Jalbert qui passe à côté de la scène à cheval cri lui aussi qu'il faut achever le prisonnier et ensuite Louis Lussier le tire à coup de fusil. Au bout de trois coup, Weir est mort. Maillet et Mignault jettent le corps de Weir dans un ruisseau et la foule aide à recouvrir le corps de pierre. Le domestique d'Antoine Dessaulles, qui a vu toute la scène, va tout raconter à son maître. Maillet et Mignault retournent voir Nelson, qui est furieux lorsqu'il apprend ce qui s'est produit.

## Conséquences
Grâce à l'appui de ses partisans, l'ex-député Wolfred Nelson résiste victorieusement à son arrestation par le gouvernement de la province.
Six jours plus tard, le 29 novembre, le gouverneur Gosford émet une proclamation promettant une récompense de 500 £ pour l'arrestation de Wolfred Nelson, Thomas Storrow Brown, Edmund B. O'Callahan, et d'autres.
Le 1er décembre, n'ayant plus aucun espoir de résister plus longtemps, Nelson et quelques autres prennent la clé des champs en direction de la frontière américaine, comme Papineau et O'Callaghan 8 jours auparavant.
Le 2 décembre, Gore marche en direction de Saint-Denis, cette fois à la tête de 1 100 soldats. Il arrive sur place le 3 décembre et fait incendier le village.
Le matin du 12 décembre, Nelson est intercepté par le lieutenant-colonel Paul Holland Knowlton, près de Stukely, dans le canton de Shefford. Il est transporté à Montréal et détenu à la prison du Pied-du-Courant.